# Jan Karaś
Jan Karaś (Cracóvia, 17 de março de 1959) é um ex-futebolista polonês. Ele atuava como atacante.
Entre 1982 e 1996, atuou com as camisas de Hutnik Cracóvia, Légia, Larissa, VPS, Polónia Varsóvia e Bug Wyszków.
Karaś que jogou a Copa de 1986 com a Seleção Polonesa, onde jogou por 16 vezes, marcando um gol, parou de jogar aos 37 anos, no Dolcan Ząbki.